# Valle de Bravo (município)
Valle de Bravo é um município do estado do México, no México. A sua cabecera municipal e sede do governo é Valle de Bravo.

## Governo e administração
A cabecera municipal ou a capital do município é a vila de Valle de Bravo, lugar onde governa a autoridade mais importante do município que es apresentado por o Ajuntamento.
| Prefeito                      | Periodo   |
| ----------------------------- | --------- |
| Dino Ortíz Rodríguez          | 2000-2003 |
| Pablo Castellanos Miguel      | 2003-2006 |
| Agustin Corona Ramirez        | 2006-2009 |
| Rolando Castellanos Hernández | 2009-2012 |
| Juan José Medina Cabrera      | 2013-2015 |
| Rolando Castellanos Hernández | 2016-2018 |